# Górka (Lichnowo)
Górka – część wsi Lichnowo w Polsce, położona w województwie wielkopolskim, w powiecie konińskim, w gminie Kramsk.
Należy do sołectwa Lichnowo. W latach 1975–1998 Górka administracyjnie należała do województwa konińskiego. W pobliżu płynie rzeka Sakłak.

## Galeria

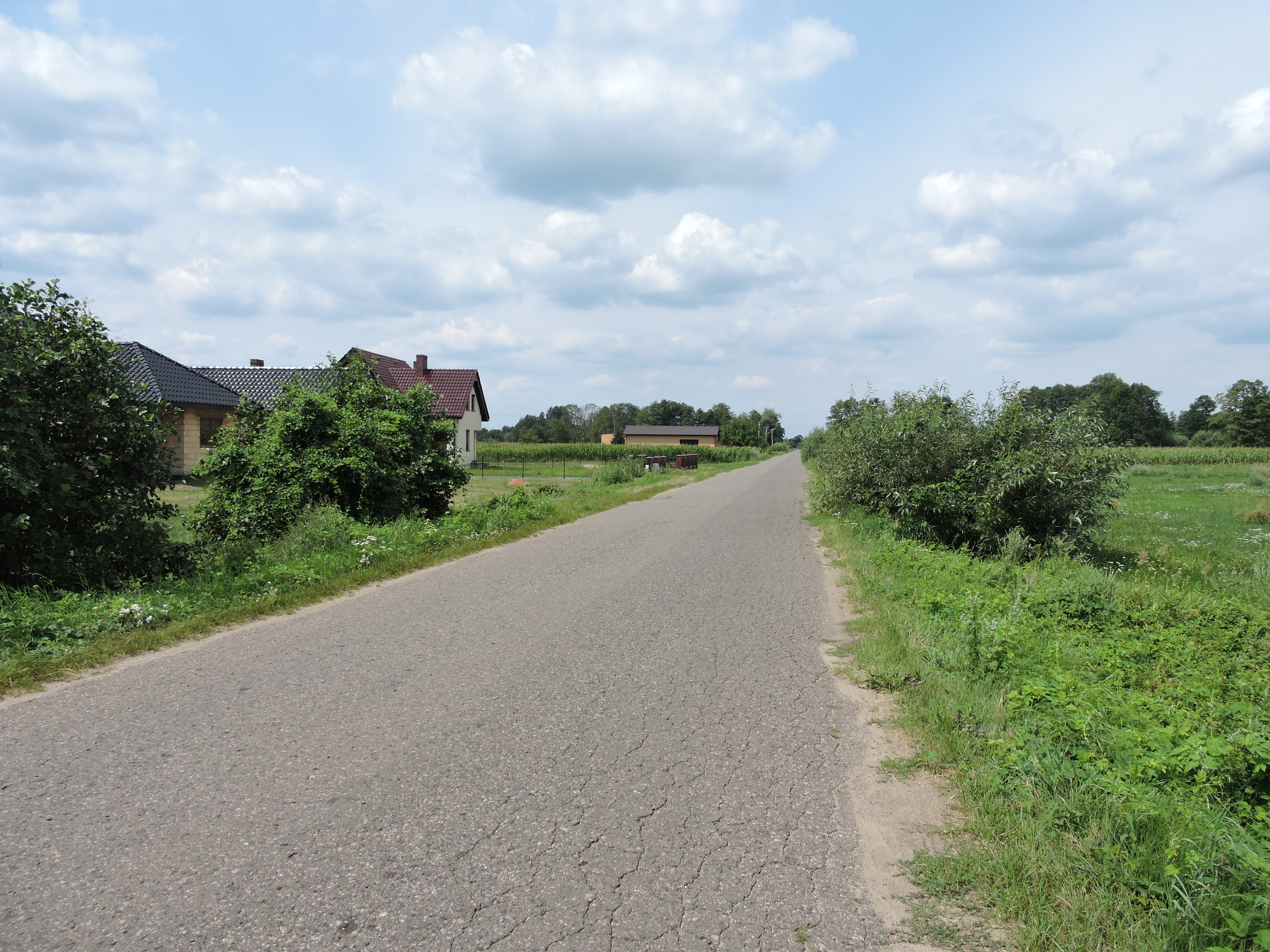
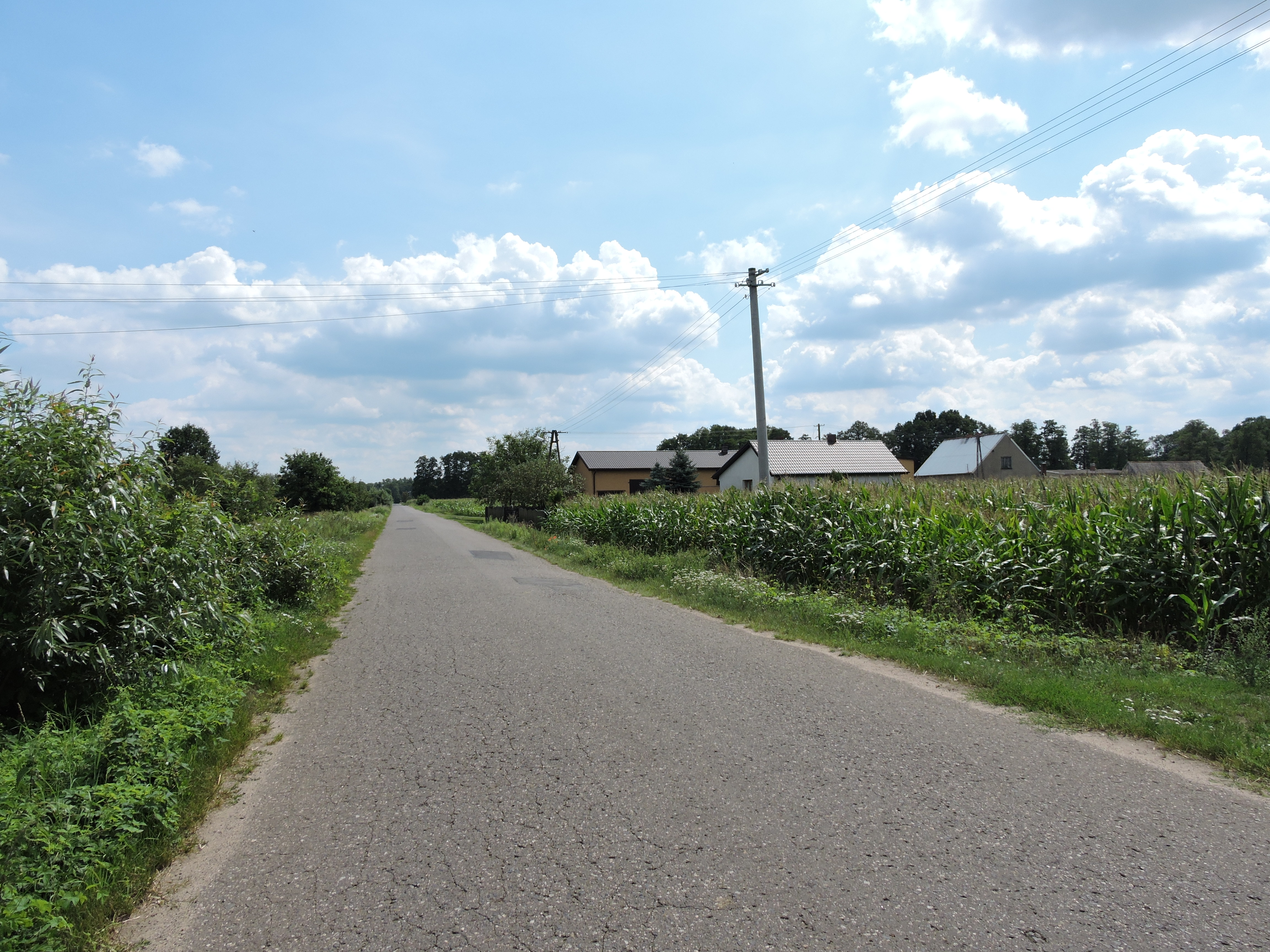